# Donnersbergerstraße
Die Donnersbergerstraße (häufig auch falsch Donnersberger Straße geschrieben) ist eine Straße im Münchner Stadtteil Neuhausen im Stadtbezirk Neuhausen-Nymphenburg. Sie verbindet in Nord-Süd-Richtung den Rotkreuzplatz mit der Arnulfstraße. Benannt ist sie nach dem Geheimrat und obersten Kanzler des bayerischen Kurfürsten Maximilian I., Joachim Freiherr von Donnersberg (1561–1650), der aus dem Münchner Patriziergeschlecht der Donnersberger stammte.

## Geschichte
Ursprünglich hieß die Straße Sendlinger Weg oder Kirchweg, weil Neuhausen keine eigene Pfarrei war und die Gottesdienste bis 1871 in Sendling stattfanden. Dieser Weg ging die heutige Donnersbergerstraße entlang, führte auf Höhe der jetzigen Richelstraße leicht nach Osten, überquerte die Bahngleise etwa auf Höhe der Maillingerstraße, ging über in die Bergmannstraße und weiter zur alten Sendlinger Kirche.
Am 1. Juni 1877 änderte die Neuhauser Gemeindeverwaltung den Namen in Uhlmannstraße, benannt nach dem Hopfenhändler Jakob Uhlmann (1829–1895) aus Fürth, in dessen Besitz die dortigen Grundstücke waren und der aus dem Weg die Straße hatte herstellen lassen. Es handelte sich dabei nicht um eine gepflasterte Straße, sondern um einen befestigten Feldweg. Uhlmann besaß außerdem noch Häuser und Baugründe in der Nymphenburger und Schulstraße. Nach der Eingemeindung Neuhausens nach München erfolgte mit Wirkung vom 1. Januar 1895 die Umbenennung in Donnersbergerstraße. 1896 wurde eine neue Allee mit 200 Ahornbäumen gepflanzt, die bisherige Allee mit Kugelakazien wurde ausgegraben und im Ostfriedhof neu eingesetzt. Betrachtet man die bauliche Entwicklung der Straße, so fällt auf, dass die Bebauung um 1875 zögerlich nur auf der östlichen Straßenseite begann. Auf der Westseite grenzten ab 1893 nur die Arbeiterhäuser, und zwar deren 3. Bauabschnitt zwischen Hirschberg- und Schluderstraße, an die Donnersbergerstraße.
Der große Bauboom setzte Anfang des 20. Jahrhunderts ein. Neben den zahlreichen Privatiers- oder Rentiershäusern errichteten die Eisenbahnergenossenschaften an der Westseite ihre großen Wohnungsblöcke. Bis zum Jahre 1908 war die Donnersbergerstraße nicht gepflastert. Die Hausbesitzer waren verpflichtet, bei Trockenheit die Straße mit Wasser zu bespritzen.
Das erste Nahverkehrsmittel, das durch die Donnersbergerstraße fuhr, war die Omnibuslinie Nummer 31, die von der Großmarkthalle zum Rotkreuzplatz führte. Sie war jedoch nur zwei Monate, von Januar bis März 1913, in Betrieb, dann wurde sie wegen Unrentabilität wieder eingestellt.
Von 1920 bis 1970 fuhr die Straßenbahnlinie 22 vom Nikolaiplatz zum Harras durch die Donnersbergerstraße und über die gleichnamige Brücke.
Bei den Luftangriffen im Zweiten Weltkrieg wurde der nördliche Teil der Straße stark betroffen, der Südteil kam glimpflicher davon. Bis zur Fertigstellung der neuen Donnersbergerbrücke im Olympiajahr 1972 war die Donnersbergerstraße ein Teil des Mittleren Ringes, mit der Folge, dass fast alle Vorgärten beseitigt wurden.

## Neuhauser Reeperbahn
| Hausnr. | Gaststätte früher               | Heute      |
| ------- | ------------------------------- | ---------- |
| 30      | 1875–1969 Königsburg            | Anji       |
| 37      | 1905–1985 Hirschpark            | Sappralott |
| 42      | 1923–1964 Kolibri               | Arztpraxis |
| 44      | 1897–1921 Donnersberger Hof     | Bollywood  |
| 50a     | 1902–1983 Neuhauser Bauerngirgl | Peaches    |

Wegen ihrer ungewöhnlich hohen Dichte an Gaststätten war die Donnersbergerstraße einst eine regelrechte Vergnügungsmeile. So wurden im Jahre 1913 auf den 800 Metern zwischen Rotkreuzplatz und Donnersbergerbrücke nicht weniger als 16 Lokale gezählt. Dabei handelte es sich durchweg um einfache Arbeiterwirtschaften, deren Klientel sich fast ausschließlich aus Anwohnern der Donnersbergerstraße und ihrer Seitenstraßen zusammensetzte. Während der Inflationsjahre 1920–24 wurden acht Lokale geschlossen. 1923 entstand in der Donnersbergerstraße 42 aus der Centralhalle das Tanz- und Konzertlokal Kolibri. Die große Zeit des Kolibri kam in den 1950er Jahren. Es wurde ein bekannter Treffpunkt der Jugend, da dort bekannte Bands der Münchner Rock-’n’-Roll-Szene spielten. Auch der spätere Faschingsprinz und langjährige Hofmarschall der Narrhalla, Vittorio Casagrande, spielte mit seiner Band, den Rivieras, dort auf. Bis Anfang der 1960er Jahre spielten im Kolibri absolute Spitzenbands. Die Geschichtswerkstatt Neuhausen e. V. gab daher der Donnersbergerstraße dieser Zeit den Namen Neuhauser Reeperbahn. 1964 wurde das Kolibri geschlossen. Bis zum Jahre 2004 wurde in den Räumen eine Tengelmann-Filiale betrieben. Heute, nach erfolgter Sanierung, befindet sich dort eine Arztpraxis.

## Entwicklung nach 1970
Nach Fertigstellung der Donnersbergerbrücke 1972 und der neuen Trassenführung des Mittleren Ringes durch die Landshuter Allee verlor die Donnersbergerstraße zunehmend an Bedeutung. Die zahlreichen Tanzlokale waren mittlerweile geschlossen worden und fehlende Investitionstätigkeit ließ die Bausubstanz, bestehend aus zahlreichen denkmalgeschützten Altbauten, stellenweise verwahrlosen. Dafür galt das Viertel um die Donnersbergerstraße lange Zeit als preiswerte und doch zentrale Münchner Wohngegend.
In den 1980er Jahren wurden in der Donnersbergerstraße von der Stadt München Sanierungsmaßnahmen durchgeführt. Im Zuge dessen wurde zunächst von 1981 bis 1982 der Nordteil ab der Wilderich-Lang-Straße umgestaltet. Die Fahrbahn wurde zur Wohnstraße zurückgebaut, die Bürgersteige verbreitert und zahlreiche Alleebäume gepflanzt. Einzig der Südteil zwischen Wilderich-Lang- und Arnulfstraße blieb bis auf weiteres im ursprünglichen Zustand, von dem noch bis zum Jahre 2003 die Reste der ehemaligen Trambahn-Gleise zeugten.
Im Frühjahr 2004 wurde die Umgestaltung des Südteils der Straße in Angriff genommen. Um der allgemeinen Parkplatznot im Viertel zu begegnen, entschied sich das Baureferat der Stadt München nach Jahren der Konzeptsuche für eine bis dato beispiellose Lösung: Vollautomatisches Parken unter der Straße. Im Juni 2006 konnte schließlich die Anwohnertiefgarage Donnersbergerstraße mit insgesamt 284 Stellplätzen in Betrieb genommen werden. Die Investitionen betrugen insgesamt 11 Mio. € und wurden teilweise über die Stellplatzablöse der Stadt München finanziert.

## Die Straße heute

### Ein Viertel im Wandel

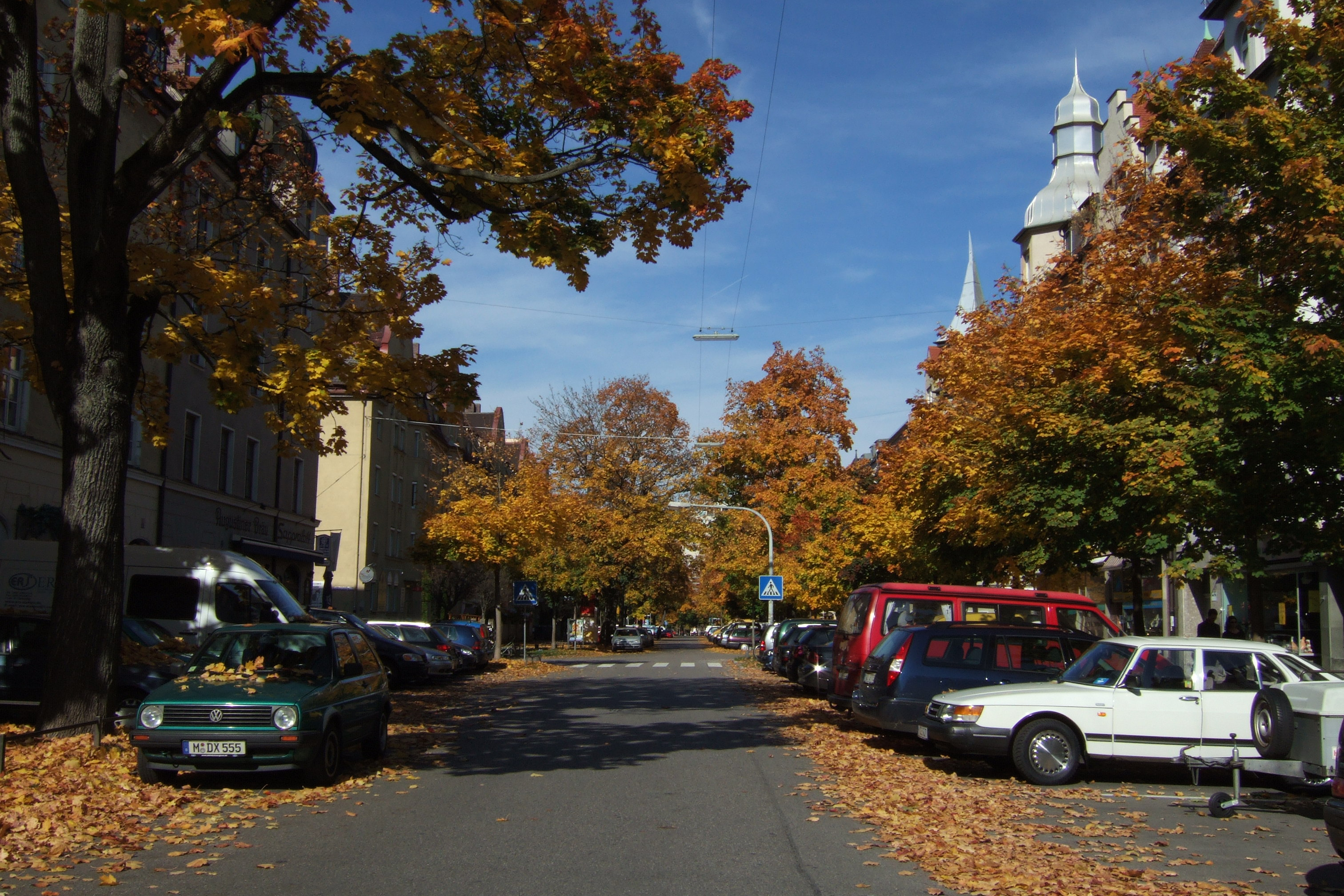
Herbststimmung in der Donnersbergerstraße (Sicht nach Norden)

Mit der Fertigstellung der Anwohnertiefgarage und der Wiederherstellung der Oberfläche endete eine jahrzehntelange Zeit der Umgestaltung der Donnersbergerstraße. Seitdem hat sich das Viertel durch seine zentrale, verkehrsgünstige und doch ruhige Lage verstärkt zum Schwerpunkt für Immobilieninvestitionen gewandelt. Großer Beliebtheit erfreut sich das alljährlich stattfindende Straßenfest.

### Verkehr
Die Donnersbergerstraße ist heute faktisch verkehrsberuhigt, da seit dem Umbau des Rotkreuzplatzes keine Durchfahrt mehr zur Nymphenburger Straße möglich ist. Die Straße übernimmt eine Funktion als Sammelstraße für die umliegenden Gebiete sowie als Zubringer zur Kaufhof-Tiefgarage am Rotkreuzplatz.
Über den nahen Mittleren Ring erreicht man kreuzungsfrei große Teile Münchens sowie die Autobahnen.
Mit dem Bau der Anwohnertiefgarage und der Einführung eines Parklizenzgebietes wurde dem Stellplatzmangel Rechnung getragen. 284 Stellplätze befinden sich in einem unterirdischen Parkhaus, die über vier Übergabebereiche erschlossen werden.
Durch den öffentlichen Verkehr wird die Donnersbergerstraße im Süden von den gleichnamigen Haltestellen der Trambahn-Linien 16 und 17 und den Buslinien 53 und 63 bedient. Von Norden her wird die Straße durch den U-Bahnhof Rotkreuzplatz (U1) sowie der Trambahn-Linie 12 erschlossen. An der Donnersbergerbrücke besteht Anschluss an sämtliche S-Bahn-Linien und an die Bayerische Oberlandbahn (BOB).

## Wissenswertes
- Im Anwesen Donnersbergerstraße 50a wuchs der bekannte bayerische Volksschauspieler Helmut Fischer (bekannteste Rolle: Monaco Franze) auf.
- Während des Baus der Anwohnertiefgarage kam es bei der zeitgleichen Sanierung des Anwesens Donnersbergerstraße 42 aus nie ganz geklärten Gründen zu einem spektakulären Gebäudeeinsturz.[3]